# بوروی سازمان نیافته (آلاسکا)
بوروی سازمان نیافته، آلاسکا (به انگلیسی: Unorganized Borough) بخشی از ایالت آلاسکای آمریکا است که در هیچ‌یک از ۱۹ بوروی سازمان یافتهٔ آن نمی‌گنجد. این بورو تقریباً نصف مساحت آلاسکا، ۳۲۳٬۴۴۰ مایل مربع (۸۳۷٬۷۰۰ کیلومتر مربع) را در بر می‌گیرد، که از همهٔ ایالت‌های دیگر آمریکا بزرگتر است، و از مساحت ۱۶ کوچکترین ایالات آمریکا روی هم بزرگتر است. بر اساس سرشماری ۲۰۰۰ ایالات متحده آمریکا، جمعیت آن ۸۱٬۸۰۳ نفر معادل با، ۱۳٪ جمعیت ایالت بوده.